# Kimtjärnen, Hälsingland
Kimtjärnen är en sjö i Hudiksvalls kommun i Hälsingland och ingår i Harmångersån-Delångersåns kustområde.